# 오카모토 다케유키
오카모토 다케유키(일본어: 岡本 武行, 1967년 12월 8일 ~ )는 일본의 전 축구 선수, 감독이다.

## 구단 경력
그는 NTT 간토에서 활동했다.

## 지도자 경력
은퇴 후에는 오미야 아르디자의 코치를 거쳐, 2012년과 2013년 오미야 아르디자에서 감독을 맡았다.